# Amerikai Nemzeti Szabványügyi Intézet
Az Amerikai Nemzeti Szabványügyi Intézet (American National Standards Institute vagy ANSI) nonprofit vállalkozás, melynek célja ipari szabványok kidolgozása az Amerikai Egyesült Államok számára.
Az ANSI tagja a Nemzetközi Szabványügyi Szervezetnek (International Organization for Standardization, ISO) és a Nemzetközi Elektrotechnikai Bizottságnak (International Electrotechnical Commission, IEC).
Az ANSI szabványai széles körben elterjedtek. Informatikában az ANSI szabványosította az ASCII karakterkészletet, illetve az irányító szekvenciákat (például az X3.64 szabályozza, hogy egy terminál képernyőjén a kurzor miként mozgatható.)
Az ASA rendszerén alapul az ISO filmérzékenységi rendszere, amelyet jelenleg már világszerte használnak.
Az ANSI-t 1918. október 19-én alapította az Amerikai Műszaki Szabványügyi Bizottság (American Engineering Standards Committee), és 1928-ban szervezték át Amerikai Szabványügyi Egyesületre (American Standards Association, ASA). 1966-ban a szervezet új neve United States of America Standards Institute lett, majd 1969-ben kapta a manapság is használatos nevét.
A Microsoft Windowsban az ANSI kifejezés az operációs rendszer által támogatott karakterkészletet jelenti, amely Észak-Amerikában és Nyugat-Európában a CP1252 (codepage), Magyarországon a CP1250. Ezek a kódolások nagyban hasonlítanak az ISO 8859-es karaktertáblákhoz, ezért többen tévesen azt hiszik, hogy a kettő pontosan megegyezik.